# Limenitis nig
Limenitis nig är en fjärilsart som beskrevs av John Kern Strecker 1878. Limenitis nig ingår i släktet Limenitis och familjen praktfjärilar. Inga underarter finns listade i Catalogue of Life.